# Eizōken ni wa Te wo Dasu na!
Eizōken ni wa te wo dasu na! ([映像研には手を出すな！] Erro: {{japonês}}: o texto tem marcação itálica (ajuda))  é um mangá escrito e ilustrado por Sumito Ōwara. Serializado desde julho 2016 na revista mensal Big Comic Spirits na editora Shogakukan e nove volumes foram coletados em formato tankōbon a partir de janeiro 2017.

## Sinopse
Midori Asakusa acredita que "uma boa ideia é tudo num anime." Ela vive desenhando ideias em seu caderno, mas não começou a fazer seu próprio anime porque não se acha capaz de conseguir sozinha. Sayaka Kanamori é uma garota metida a produtora que reconhece o talento de Asakusa. E quando as duas descobrem que sua colega Tsubame Mizusaki sonha em se tornar animadora, elas formam um clube de animação para tornar realidade o "mundo supremo" de suas imaginações.

## Personagens

### Eizouken
A tradução de "Eizōken" significa "estudos de cinema" ou "pesquisa de vídeo" em japonês. O clube foi fundado para produzir as animações de Midori Asakusa, Tsubame Mizusaki, organizada pela Sayaka Kanamori.
- Midori Asakusa (浅草みどり, Asakusa Midori)

Interpretada pela: Sairi Itō (anime), Asuka Saitō (live-action)
Uma garota baixinha do Colégio Shibahama que gosta de animes. Ela é curiosa e imaginativa, mas não é bem social. Sua política é que "anime tem tudo a ver com o cenário", e ela manteve vários designs inspirados em sua vida diária em seu caderno. Sua colega de classe Sayaka Kanamori costumava ser a única pessoa que sabia sobre a paixão de Midori até que conheceu Tsubame Mizusaki no Anime Club, o que as levaram a fundar o clube Eizouken.
- Sayaka Kanamori (金森さやか, Kanamori Sayaka)

Interpretada pela: Mutsumi Tamura (anime), Minami Umezawa (live-action)
Uma garota alta, magra e melhor amiga de Midori. Ela é uma pessoa firme, ambiciosa e pragmática, com uma habilidade especial para os negócios, desde o início do Eizouken, ela é a única realista e está encarregada pelo papel de produtora.
- Tsubame Mizusaki (水崎ツバメ, Mizusaki Tsubame)

Interpretada pela: Misato Matsuoka (anime), Mizuki Yamashita (live-action)
Colega de classe de Midori, uma uma jovem famosa que trabalha como modelo publicitária. Ela pertence a uma família de classe alta e seus pais a criaram desde que ela era uma criança para se tornar uma atriz. já que seus pais são atores, mas seu verdadeiro desejo é se dedicar à animação, na verdade quer ser animadora e é habilidosa em desenhar movimentos dos personagens.

## Mídia

### Mangá
Eizōken ni wa te wo dasu na! ([映像研には手を出すな！] Erro: {{japonês}}: o texto tem marcação itálica (ajuda)) é um mangá escrito e ilustrado por Sumito Ōwara. A série começou no sua serialização na revista mensal Monthly Big Comic Spirits da editora Shogakukan em 27 de julho de 2016, seu primeiro volume foi publicado em 12 de janeiro de 2017.

#### Lista de Volumes
| N.º | Data de lançamento     | ISBN              |
| --- | ---------------------- | ----------------- |
| 1   | 12 de janeiro de 2017  | 978-4-09-189296-6 |
| 2   | 12 de setembro de 2017 | 978-4-09-189636-0 |
| 3   | 12 de junho de 2018    | 978-4-09-189887-6 |
| 4   | 10 de maio de 2019     | 978-4-09-860241-4 |
| 5   | 30 de janeiro de 2020  | 978-4-09-860531-6 |
| 6   | 12 de outubro de 2021  | 978-4-09-861156-0 |
| 7   | 12 de julho de 2022    | 978-4-09-861330-4 |
| 8   | 12 de julho de 2023    | 978-4-09-861739-5 |
| 9   | 12 de dezembro de 2024 | 978-4-09-863082-0 |

### Anime
O projeto foi oficialmente confirmado em 7 de maio de 2019, a adaptação para anime, foi dirigida por Masaaki Yuasa e produzida pelo estúdio Science Saru. Estreando na NHK-G  na madrugada de 5 de janeiro de 2020. Adaptando quatro volumes do mangá em doze episódios.
No Brasil e em Portugal a animação foi transmitida simultaneamente pela Crunchyroll, e em todo o mundo, exceto os países da Ásia. Na TV, o anime será transmitido em solo brasileiro pelo canal Cartoon Network no bloco Toonami.

#### Lista de episódios
| Episódios | Episódios                                                                                         | Episódios               |
| #         | Título                                                                                            | Exibição original       |
| --------- | ------------------------------------------------------------------------------------------------- | ----------------------- |
| 1         | "O Mundo Mais Incrível!" "Saikyō no Sekai! (最強の世界！)"                                        | 5 de janeiro de 2020    |
| 2         | "Nasce o Clube de Audiovisual!" "Eizōken, Bakutansu! (映像研、爆誕す！)"                          | 12 de janeiro de 2020   |
| 3         | "Vamos Produzir Algo!" "Jisseki o Uchitatero! (実績を打ち立てろ！)"                               | 19 de janeiro de 2020   |
| 4         | "Segura Firme Esse Facão!" "Sono Machetto o Tsuyoku Nigire! (そのマチェットを強く握れ！)"         | 26 de janeiro de 2020   |
| 5         | "Um Gigante de Ferro Aparece!" "Tetsukyojin Arawaru! (鉄巨人あらわる！)"                          | 2 de janeiro de 2019    |
| 6         | "Vamos Fazer Melhor Que Da Última Vez!" "Zensaku yori Shinposuru-beshi! (前作より進歩するべし！)" | 9 de fevereiro de 2020  |
| 7         | "Só Eu Mesma Posso Me Salvar!" "Watashi wa Watashi o Sukuunda! (私は私を救うんだ！)"              | 16 de fevereiro de 2020 |
| 8         | "O Grande Festival de Shibahama!" "Dai-Shibahama-sai! (大芝浜祭！)"                               | 23 de fevereiro de 2020 |
| 9         | "Rumo ao Comet A!" "Kometto A o Mezase! (コメットＡを目指せ！)"                                   | 1 de março de 2020      |
| 10        | "Contra o Mundo Independente" "Dokuji Sekai no Tairitsu! (独自世界の対立)"                        | 8 de março de 2020      |
| 11        | "A Existência de Cada Um" "Sorezore no Sanzai! (それぞれの存在！)"                                | 15 de março de 2020     |
| 12        | "As Guerras de OVNI de Shibahama!" "Shibahama Yūfō Taisen! (芝浜ＵＦＯ大戦！)"                    | 22 de março de 2020     |

#### Abertura e encerramento
| Temas                    |                                                              |           |        |
| Abertura                 | Encerramento                                                 | Episódios | Ref.   |
| chelmico – "Easy Breezy" | Kami-sama, I have noticed – "Namae No Nai Ao" (名前のない青) | 1 ~ 12    | [ 20 ] |

### Dorama
Em 17 de fevereiro de 2020 o site oficial do filme anunciou minissérie televisiva de seis episódios, com a mesma equipe e elenco do filme. A série estreou em 5 de abril de 2020, no canal MBS.

### Filme
No dia 15 de outubro de 2019 foi anunciado a uma adaptação do mangá para o filme em live action, dirigido por Tsutomu Hanabusa e estrelado pelo grupo Nogizaka46, Minami Umezawa, Asuka Saito e Mizuki Yamashita estrelam as personagens Sayaka Kanamori, Midori Asakusa e Tsubame Mizusaki, respectivamente. A previsão de lançamento no Japão era para 15 de maio de 2020, devido à pandemia COVID-19 o filme foi adiado para 25 de setembro de 2020.